# La poetisa laureada de los Estados Unidos
La poetisa laureada de los Estados Unidos es el décimo sexto capítulo de la tercera temporada de la serie dramática El ala oeste.

## Argumento
En una ronda de entrevistas, el Presidente realiza un comentario despectivo del posible candidato republicano cuando se suponía que no estaba siendo grabado. El encargado de supervisarlo era Toby quien, tras recibir una noticia, se despista y no ve que la luz verde – en el aire – seguía encendida. C.J. deberá arreglar el problema a lo largo de la semana, tratando con los periodistas. Finalmente se dará cuenta de que el propio Presidente Bartlet lo ha hecho adrede para atacar al que podría ser su rival político, y llamarlo poco menos que estúpido.
Toby avergonzado, se entrevista con la razón de su despiste: la poetisa ganadora del Premio Nacional, Tabatha Fortis. Fascinado y atraído por ella, rechaza algo que esta le cuenta: piensa criticar en su discurso de aceptación del premio la política de las Minas Antipersona. Tras decirle que no puede hacerlo, ella rechaza ir a la Fiesta del Premio. Tras una fallida charla en la Universidad de Georgetown, Tabatha le cuenta que vio como una mina le explotaba a un niño estando junto a su padre.Toby, comprensivo, le pide que no diga nada en su discurso, pero que arreglará un encuentro privado con el Presidente para comentarle su opinión sobre las minas. 
Sam carga con las culpas de lo sucedido durante la ronda de entrevistas. Para arreglar algo la situación, se entrevista con el congresista Bud Wachtell y le dice que para mostrar la buena fe con los republicanos se ha ordenado el ascenso de la abogada republicana Ainsley Hayes, convirtiéndola en Adjunta del Director Jurídico de la Casa Blanca, Oliver Babish. 
Por último, Josh se mete en un foro de una web a través de Donna. Dicha web (la ficticia www.lemonlyman.com) está dedicada a su persona, saliendo horrorizado tras notar la dictadura de algunos administradores. Tras realizar algunas aportaciones, C.J. le exige que lo deje. Ella misma es una de las participantes – para vigilarlo – y no quiere que pierda su tiempo contestando en un sitio como ese: puede meter la pata y decir algo que perjudique al equipo de la Casa Blanca.

## Curiosidades
- Para curarse en salud, la Warner Bros compró el dominio  https://web.archive.org/web/20180307011147/http://lemonlyman.com/ que redirige al usuario al portal principal de la Cadena, http://www.warnerbros.com.
- El propio Aaron Sorkin es una firme defensor de la supresión de las minas antipersona, por mucho que en el episodio, por boca de Toby se justifique por la situación de la frontera entre las dos Coreas.[1]

## Enlaces
- Enlace al Imdb
- Guía del Episodio (en inglés)